# 4863 Yasutani
4863 Yasutani је астероид главног астероидног појаса са средњом удаљеношћу од Сунца која износи 2,848 астрономских јединица (АЈ).
Апсолутна магнитуда астероида је 11,8.